# 马克·豪
马克·豪（英語：Mark Howe，1955年5月28日—），美国前男子冰球运动员，场上位置是前锋。他曾代表美国国家队参加1972年冬季奥林匹克运动会冰球比赛，获得一枚银牌。